# Tony Nelson
Tony Nelson, född 30 november 1950, är en friidrottare från Kanada. Han deltog vid olympiska sommarspelen 1972.